# Некрасовское сельское поселение (Краснодарский край)
Некрасовское сельское поселение — муниципальное образование в Усть-Лабинском районе Краснодарского края России.
В рамках административно-территориального устройства Краснодарского края ему соответствует Некрасовский сельский округ.
Административный центр — станица Некрасовская.

## Население
| 2010  | 2012  | 2013  | 2014  | 2015  | 2016  | 2017  |
| ----- | ----- | ----- | ----- | ----- | ----- | ----- |
| 6049  | ↘6048 | ↗6051 | ↘6037 | ↘5976 | ↘5959 | ↗5976 |
| 2018  | 2019  | 2020  | 2021  | 2023  |       |       |
| ↘5907 | ↘5852 | ↘5825 | ↗6007 | ↘5915 |       |       |

## Населённые пункты
В состав сельского поселения (сельского округа) входят 5 населённых пунктов:
| № | Населённый пункт | Тип населённого пункта | Население (чел.) |
| - | ---------------- | ---------------------- | ---------------- |
| 1 | Заречный         | посёлок                | ↘664             |
| 2 | Кадухин          | хутор                  | ↘382             |
| 3 | Кубанский        | хутор                  | ↘147             |
| 4 | Некрасовская     | станица                | ↘4726            |
| 5 | Огонёк           | хутор                  | ↘18              |